# André Charpak
Pour l’article homonyme, voir Charpak.
André Charpak (né le 4 septembre 1928 à Sarny alors en Pologne, aujourd'hui en Ukraine, et mort le 23 juin 2006 à Créteil) est un acteur, dialoguiste, réalisateur et scénariste français. Il est le frère du physicien Georges Charpak et l'oncle du médecin épidémiologiste et chercheur Yves Charpak.
Il a été élève du lycée Henri-IV.

## Filmographie

### Réalisateur et scénariste
- 1964 : Mayeux le bossu (court) avec Jacques Dufilho
- 1966 : La Vie normale avec Denise Gence
- 1967 : Le Crime de David Levinstein avec Bérengère Dautun
- 1970 : La Provocation avec Jean Marais[4]
- 1973 : William Conrad, d'après Pierre Boulle (téléfilm, interprétation et adaptation A. Charpak)

### Acteur
- 1958 : En bordée de Pierre Chevalier
- 1961 : Les Cinq Dernières Minutes, épisode Sur la piste... de Claude Loursais
- 1962 : Paludi (téléfilm)
- 1962 : Pauline et le jeu d'après Fiodor Dostoïevski (téléfilm, adaptation A. Charpak) de François Gir
- 1963 : La Première Légion (téléfilm)
- 1963 : Commandant X - épisode : Le dossier Elisabeth Grenier de Jean-Paul Carrère
- 1964 : Commandant X - épisode : Le Dossier Londres de Jean-Paul Carrère
- 1965 : La Dame de pique de Léonard Keigel
- 1965 : Commandant X - épisode : Le Dossier Amazonie de Jean-Paul Carrère
- 1967 : Le Crime de David Levinstein
- 1970 : La Provocation
- 1973 : William Conrad (téléfilm)
- 1973 : Le Feu sous la neige (téléfilm)
- 1973 : Le Drakkar de Jacques Pierre (téléfilm)
- 1977 : Un juge, un flic de Denys de La Patellière, première saison (1977), épisode : Le Crocodile empaillé
- 1978 : Meurtre sur la personne de la mer (téléfilm)
- 1987 : Le Vent des moissons de Jean Sagols (série télé)

## Théâtre
- 1959 : Un joueur d'après Fiodor Dostoïevski (adaptation, mise en scène et interprétation)
- 1963 : Monsieur Vautrin de Balzac (adaptation et mise en scène)
- 1963 : La Femme d'un autre (de Fiodor Dostoïevski)